# Памятная медаль Серебряного юбилея короля Харальда V
Медаль Серебряного юбилея правления короля Харальда V — памятная государственная награда Королевства Норвегия.

## История
Юбилейные мероприятия в ознаменование 25-летнего юбилея нахождения на норвежском троне короля Харальда V отмечались в Осло 17 января 2016 года. В честь этого события была учреждена медаль Серебряного юбилея правления короля Харальда V.
Медаль предназначена для награждения членов королевской семьи, государственных чиновников, судей, военных и работников иностранных посольств. Также эту медаль получили приглашённые на юбилейные мероприятия члены монарших семейств Европы.

## Описание
Медаль круглой формы из серебра с королевской геральдической короной на верху.
Аверс несёт на себе профильный портрет короля Харальда V. По окружности надпись: «HARALD V NORGES KONGE • ALT FOR NORGE •».
На реверсе в центре королевская коронованная монограмма Харальда V.
К короне прикреплено кольцо, при помощи которого медаль крепится к ленте.
 Лента медали шёлковая, муаровая, красного цвета с серебряной планкой, на которой выбита дата: «1991-2016».

## Галерея

Королевская монограмма короля Харальда V